# Meromyza obtusa
Meromyza obtusa är en tvåvingeart som beskrevs av Peterfi 1961. Meromyza obtusa ingår i släktet Meromyza och familjen fritflugor. Inga underarter finns listade i Catalogue of Life.